# Oberzwota
Oberzwota ist ein Ortsteil der Ortschaft Zwota der Stadt Klingenthal im sächsischen Vogtlandkreis. Der Ort wurde am 1. April 1974 nach Zwota eingemeindet, mit dem er am 1. Januar 2013 zur Stadt Klingenthal kam.

## Geografie

### Lage
Oberzwota liegt im Südosten des sächsischen Teils des historischen Vogtlands im westlichen Teil des Klingenthaler Ortsteils Zwota. Der Ort wird im Norden vom Erzgebirge sowie im Süden vom Elstergebirge begrenzt. Höchster Berg in der näheren Umgebung ist mit 805 m ü. NN der westlich gelegene Hohe Brand. Die Häuser befinden sich beiderseits der Zwota. Bezüglich des Naturraums liegt der Ort am westlichen Rand des Westerzgebirges. Oberzwota gehört zum Naturpark Erzgebirge/Vogtland.

### Nachbarorte
| Zwotental            |                                             | Kottenheide      |
|                      | Kompassrose, die auf Nachbargemeinden zeigt | Zwota-Zechenbach |
| Friebus, Gopplasgrün |                                             | Landesgemeinde   |

## Geschichte

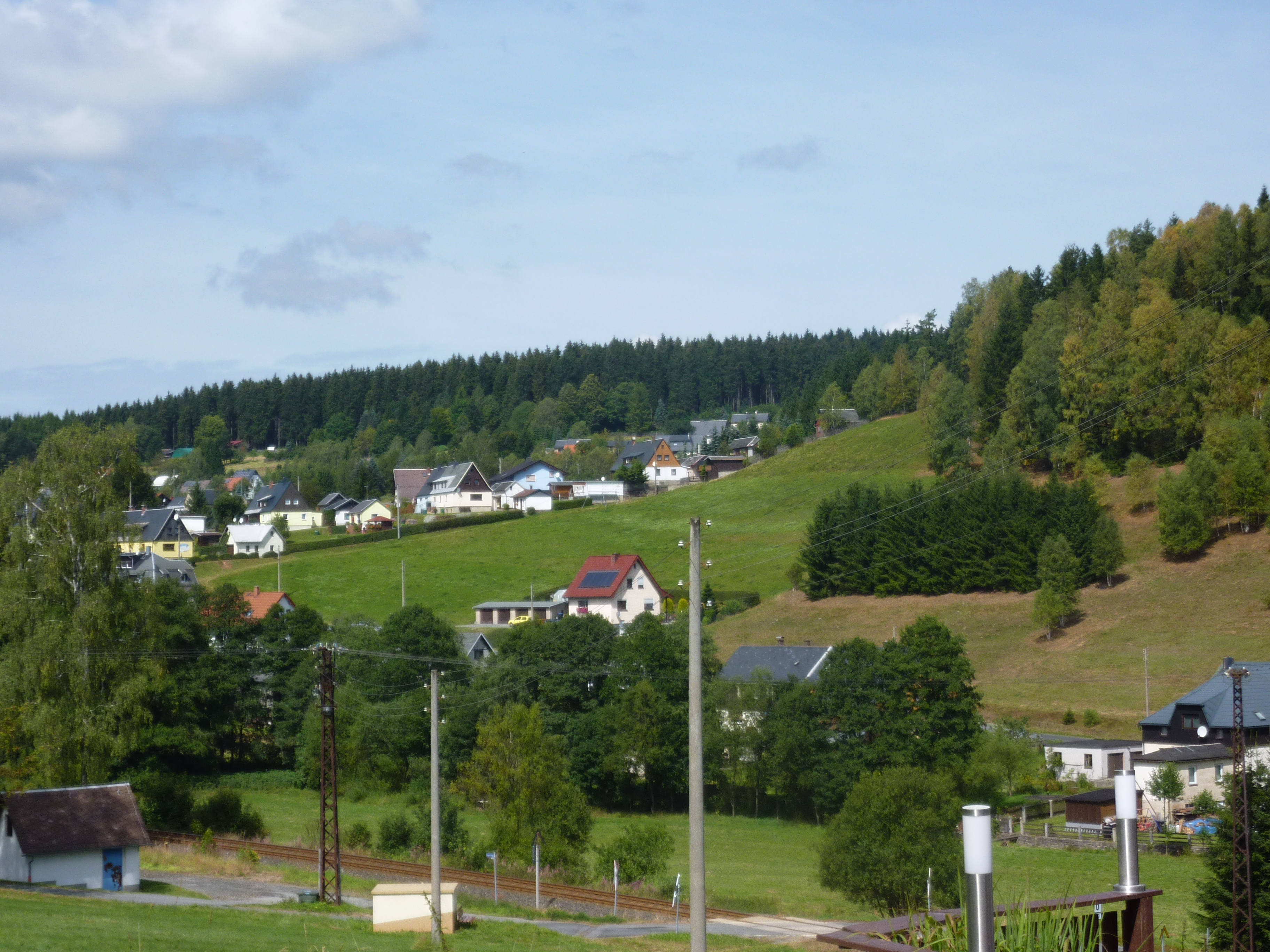
Oberzwota

Der Bach Zwota wurde 1122 als Zwotawa erstmals urkundlich erwähnt, die gleichnamigen Siedlungen im Tal der Zwota erst wesentlich später. Der Name Zwotawa leitet sich vom sorbischen Wort Suwoda ab, was so viel wie Grenzwasser bedeutet. Das Tal der Zwota wurde im 16. Jahrhundert besiedelt. Verbunden mit der Bergbautätigkeit wurden zwei Hammerwerke errichtet. Um 1537/38 wurde das erste Gebäude in Oberzwota, eine „bredt und mahl muhl, die Zwotamuhl genennt“ durch Nickel Baumgärtel errichtet. Nicht weit davon entfernt erbaute Jeremias Pestel im Jahr 1575 einen Eisenhammer, der 1582 als „der neue Hammer“ bezeichnet wurde. Im Jahr 1678 brannte der obere Zwotahammer ab. Heute befindet sich in dem Fachwerkhaus „Am Oberen Hammer“ in der „Kottenheider Straße“ in Oberzwota eine Pension. Ab dem 17. Jahrhundert begann sich im Zuge der Eisenerzfunde im Tal der Zwota langsam eine Industrie zu entwickeln. Um den oberen und unteren Hammer siedelten sich Hammerarbeiter aus dem Erzgebirge und Böhmen an, außerdem Bergarbeiter und Holzfäller. Im 18. Jahrhundert führten protestantische Glaubensflüchtlinge aus Böhmen, sogenannte Exulanten, die im vorherigen Jahrhundert zugewandert waren, den Geigenbau ein. Daraufhin entwickelte sich in den folgenden Jahren die Herstellung von Holzblasinstrumenten im oberen Teil des Zwotatals.
Die Streusiedlung Oberzwota wurde im 19. Jahrhundert auch als „Zwotenthal“, „Hammerlehn“, „Oberhammer“, „alter Hammer“ oder „Zwotenhäuser“ bezeichnet. Der Ort bildete eine „eigene Commun“, die dem Rittergut Wohlhausen unterstand. Im Gegensatz dazu stand Zwota mit Zechenbach unter der Grundherrschaft des Waldguts Zwota.
Oberzwota gehörte bis 1856 zum kursächsischen bzw. königlich-sächsischen Amt Voigtsberg. Nach 1856 gehörte der Ort zum Gerichtsamt Klingenthal und ab 1875 zur Amtshauptmannschaft Auerbach. Im Westen und Süden grenzte Oberzwota an die Amtshauptmannschaft Oelsnitz.
Seit 1875 führt die Bahnstrecke Zwotental–Klingenthal südlich an Oberzwota vorbei. Die nächste Station befand sich nordwestlich von Oberzwota auf Gunzener Flur und trug zunächst den Namen „Zwota“. Im Jahr 1909 erhielt sie den Namen „Bahnhof Zwotental“. Im gleichen Jahr eröffnete im östlichen Nachbarort der „Haltepunkt Zwota-Zechenbach“.
Durch die zweite Kreisreform in der DDR kam die Gemeinde Oberzwota im Jahr 1952 zum Kreis Klingenthal im Bezirk Chemnitz (1953 in Bezirk Karl-Marx-Stadt umbenannt), der 1990 als sächsischer Landkreis Klingenthal fortgeführt wurde und 1996 im Vogtlandkreis aufging. Am 1. April 1974 erfolgte die Eingemeindung von Oberzwota nach Zwota. Seit der Fusion der Gemeinde Zwota mit der Stadt Klingenthal am 1. Januar 2013 gehört Oberzwota zum Klingenthaler Ortsteil Zwota.

### Einwohnerstatistik
| Jahr          | 1834 | 1871 | 1890 | 1910 | 1925 | 1939 | 1946 | 1950 | 1964 |
| ------------- | ---- | ---- | ---- | ---- | ---- | ---- | ---- | ---- | ---- |
| Einwohnerzahl | 185  | 285  | 268  | 209  | 240  | 216  | 226  | 215  | 176  |

1910 war Oberzwota unter den 69 Kommunen der Amtshauptmannschaft Auerbach auf Rang 64 der Einwohnerstatistik. 1925 waren alle Einwohner Lutheraner.

## Verkehr
Oberzwota wird im Südosten von der B 283 tangiert. Die Bahnstrecke Zwotental–Klingenthal, die von der Vogtlandbahn bedient wird, führt im Süden an Oberzwota vorbei. Die nächsten Stationen sind der „Bahnhof Zwotental“ im nordwestlich gelegenen Nachbarort Zwotental und der „Haltepunkt Zwota-Zechenbach“ im gleichnamigen östlichen Nachbarort.